# دولت‌علی بی‌لی
دولت‌علی بی‌لی (به ترکی آذربایجانی: Dövlətalıbəyli) یک منطقه مسکونی در جمهوری آذربایجان است که در شهرستان جلیل‌آباد واقع شده‌است. دولت‌علی بی‌لی ۴۰۴ نفر جمعیت دارد.